# Ganga Zumba
Ganga Zumba fut le premier souverain du Quilombo dos Palmares élu par une assemblée de chefs.

## Étymologie
Deux hypothèses concurrentes ont été émises :
- pour la première, le nom Ganga Zumba provient du kikongo et s'écrivait originellement Nganga Zumbu. Ce titre signifie littéralement « spécialiste en maquisage[Quoi ?] ». Ganga Zumba était du clan Mpanzu, le clan de l'ancêtre forgeron (les guerriers) et fut l'homme qui infligea 25 défaites aux troupes hollandaises et portugaises ;
- pour la seconde, Ganga Zumba vient du kimbundu Ganazumba, qui signifie « Grand Seigneur ». On trouve trace de cette dernière graphie dans les archives de l'université de Coimbra, dans une lettre écrite à Ganga Zumba par le gouverneur du Pernambouc en 1678.

## Ambiguïté
Une ambiguïté demeure sur la nature du Ganga Zumba : était-ce le nom d'un esclave ou un titre ? Pour l'historien Peter Fryer, il s'agit d'un titre. Les rares documents d'époque semblent corroborer cette hypothèse, puisqu'il semble difficilement recevable qu'un esclave ait opportunément porté le nom de « Grand Seigneur » avant de le devenir effectivement. Il en irait de même pour le Zumbi, identifié comme un individu mais qui serait en fait le titre de commandant militaire.
Toutefois il se peut qu'on ait identifié plus spécifiquement un des Ganga Zumba, certainement plus notable que les autres porteurs du même titre, et qu'on ait personnifié la fonction de Ganga Zumba à tel point que Ganga Zumba est devenu un nom de personne.   

## Fonctions

### Territoire administré
Bien que Quilombo dos Palmares soit perçu comme un territoire où les individus vivaient égaux, une assemblée de chefs votaient afin d'élire un représentant suprême ou roi, du nom de Ganga Zumba. Celui-ci régnait sur un territoire de dix mocambos (refuge d'esclave) évalué à près de 600 000 kilomètres carrés en 1630 et comportant approximativement 11 000 âmes, noirs, métis, indiens et même blancs. Le centre de gouvernement du Ganga Zumba était le plus important village de Palmares, Cerra dos Macacos. Les neuf autres refuges d'esclaves étaient tenus par des membres de sa famille. Aux environs de 1670, Ganga Zumba disposait d'un palais, de trois épouses, de gardes, de ministres et de sujets.    

### Actions
En 1678, Ganga Zumba accepta un traité de paix avec le gouverneur portugais du Pernambouc dans lequel il s'engageait à déplacer son domaine vers la vallée de Cucaú.
Zumbi dos Palmares qu'on dit être son neveu, se serait soulevé et aurait mené une rébellion contre son oncle. Dans la confusion, Ganga Zumba fut empoisonné et nombre de ses partisans qui obéirent à son ordre et se déplacèrent vers la vallée de Cucaú ont été de nouveau réduits à l'état d'esclaves par les Portugais. Zumbi dos Palmares perpétua la résistance contre les Portugais.

## Sources
1. ↑  Peter Fryer, Rhythms of Resistance, Wesleyan University Press, Paris, 2000.